# مبونای آبی (سیچلاید)
مبونای آبی ( Labeotropheus fuelleborni ) گونه‌ای سیچلاید بومی دریاچه مالاوی میباشد. این گونه در مناطقی با بسترهای سنگی زندگی می‌کند. طول مبونای آبی می تواند به ۳۰ سانتیمتر (۱۲ اینچ) SL نیز برسد. این گونه علاوه بر اینکه برای تجارت ماهیهای  آکواریوم صید میشود، جهت تغذیه ساکنین اطراف دریاجه مالاوی نیز صید می شود.  برخی از مدلهای خالدار آن گاهی به عنوان گربه مارمالاد شناخته می‌شود.
این نام خاص به افتخار انگل شناس و پزشک نظامی آلمانی فردریش فولهبورن (1866-1933) می باشد. 

## همچنین ببینید
- لیست گونه های ماهی آکواریومی آب شیرین